# Plany
Un plany (occ. planh) és un gènere trobadoresc consistent en una lamentació fúnebre que plora la mort d'un amic, d'un personatge famós, d'un familiar etc. Teòricament, també es podia fer un plany per la pèrdua o destrucció d'una ciutat a causa d'una guerra, però no es conserva cap plany (planh) d'aquesta modalitat.
El plany sol tenir la següent estructura temàtica:
1. Invitació al plany.
2. Llinatge del difunt.
3. Enumeració de les terres o persones entristides per la seva mort.
4. Elogi de les virtuts del difunt-que el trobador molt sovint diu que desapareixeran amb el mort. Aquest sol ser el motiu principal.
5. Oració per demanar la salvació de l'ànima del difunt.
6. Dolor produït per la seva mort.[1]

Evidentment, cal considerar, en termes generals, que el plany és més sincer com més s'aparta d'aquest esquema.
En alguns casos, després de l'elogi, si el mort era un rei o un gran senyor, és possible que el trobador canti les virtuts del seu successor per tal de conservar els beneficis que ja tenia o rebre'n de nous.
Amb motiu de la mort de Ponç de Mataplana el 1185, Guillem de Berguedà li va dedicar un plany que es considera dels més sincers que es poden trobar en la literatura trobadoresca, ja que Guillem anteriorment havia atacat virulentament en els seus sirventesos Ponç de Mataplana. Fugint dels esquemes convencionals, el sempre orgullós Berguedà s'acusa -i no en tenia necessitat- d'haver mentit en tot el que havia dit anteriorment sobre Mataplana, de no haver anat en auxili seu en el moment de la desgraciada mort i, a la darrera estrofa, desitja que el seu destí sigui una mena de paradís terrenal -molt diferent del concepte de cel ortodox- en el qual Mataplana es trobi amb els amics del trobador que ja són morts i amb aquells herois inqüestionables a l'època, i sense que faltin unes "dames gentils" perquè la felicitat sigui completa. Potser, doncs, els sirventesos anteriors tenien molts components de pura retòrica? Realment el trobador era un personatge que en casos extrems tenia necessitat de mostrar la seva noblesa? Podia compensar amb aquest plany, d'alguna manera, el mal que abans havia causat al seu enemic?
| I Consirós cant e planc e plor pel dol qe.m a sasit et pres al cor per la mort Mon Marqes, En Pons, lo pros de Mataplana, qi era francs, larcs e cortes, e an totz bos captenimens, e tengatz per un dels melhors qi fos de San Marti de Tors tro...et la terra plana. II Loncs consiriers ab greu dolor a laisat e nostre paes ses conort, qe no.i a ges En Pons, lo pros de Mataplana; paians l'an mort, mais Dieu l'a pres a sa part, qe.l sera garens dels grans forfatz et dels menors qe.ls angels li foron auctors, car mantenc la lei cristiana. III Marqes, s'eu dis de vos follor, ni motz vilans ni mal apres, de tot ai mentit e mespres c'anc, pos Dieu basti Mataplana, no.i ac vassal qe tan valges, ni qe tant fos pros ni valens ni tan onratz sobre.ls aussors; jas fosso ric vostr'ancesors; e non o dic ges per ufana. IV Marqes, la vostra desamor e l'ira qu'e nos dos se mes volgra ben, se a Dieu plages, ans qu'eissisetz de Mataplana, fos del tot país per bona fes; qe.l cors n'ai trist e.n vauc dolens car no fui al vostre socors qe ja no m'en tengra paors no.us valges de la gent truffana. V E paradis el luoc melhor, lai o.l bon rei de Fransa es prop de Rolan, sai qe l'arm'es de Mon Marqes de Mataplana; e mon joglar de Ripoles, e mon Sabata eisamens, estan ab las domnas gensors sobr'u pali cobert de flors, josta N'Olivier de Lausana. | I Consirós canto, planyo i ploro pel dolor que m'ha pres i s'ha emparat del meu cor per la mort de Mon Marquès, En Ponç, el noble de Mataplana, que era franc, liberal i cortès i amb tots els bons capteniments, i tingut per un dels millors que hi hagué de S. Martí de Tours a [Lleida] i la terra plana. II Grans angoixes amb greu dolor ha deixat, i el nostre país sense consol, car ja no existeix Ponç el noble de Mataplana: pagans l'han mort, però Déu se l'ha endut al seu costat i li serà indulgent dels pecats, grans i petits, perquè els àngels li foren testimoni que mantingué la llei cristiana. III Marquès, si vaig dir de vós follies i mots vilans i mal apresos, en tot he mentit i errat, car mai, des que Déu bastí Mataplana, no hi hagué vassall que tant valgués ni que fos tan noble ni tan valent, ni tan honrat sobre els més elevats, per molt rics que fossin els vostres avantpassats; i no ho dic gens per ufana. IV Marquès, el vostre desamor i l'ira que es mesclaren entre nosaltres dos bé voldria, si a Déu hagués plagut, que abans que eixíssiu de Mataplana s'haguessin convertit en completa pau i bona fe; ja que en tinc el cor entristit i n'estic adolorit perquè no vaig acudir al vostre auxili; car la por no m'hauria impedit ajudar-vos contra la gent enganyosa. V Del paradís al millor lloc, allà on el bon rei de França es troba prop de Rotllà, sé que l'ànima està de mon Marquès de Mataplana; i el meu joglar del Ripollès i també el meu Sabata junts, són amb les dames gentils, sobre una catifa coberta de flors, al costat d'Olivier de Lausana. |